# 栂井丈治
栂井 丈治（とがい じょうじ、1933年 - ）は、日本のプロデューサー。

## 来歴・人物
大阪府堺市堺市浜寺出身、堺市南区高倉台在住。
大阪府立泉陽高等学校卒業後、同志社大学に進学し、グリークラブ『クローバークラブ』のメンバーに入部。大学時代からグリークラブの指揮を担当していた。大学卒業後は1958年に関西テレビ一期生として入社し、『パンチDEデート』をプロデュース。
演出家としても活躍。1990年に、地元大阪で結成されたイタリアオペラのサークル『ポコ ア ポコ リリカ・クラブ』が出演した、『大阪府立労働センター』で行われたオペラ『椿姫』では演出を手掛けた。2006年に公演された劇音楽『さやま池物語』では脚本・演出の両方を担当。
現在は大阪狭山市の『SAYAKAホール』の理事や、男性コーラスの活動の奉仕を行っている。2007年3月11日に行われた『サンスクエア堺』で行われた高校のOBの合唱団の指揮を担当。
また、泉北在住の50歳以上の高齢者の男性を中心に、コーラスグループ『ストレイパパーズ』を結成し、老人ホームや施設の慰問活動をしている。
日本基督教団浜寺教会の教会員で、毎週日曜日には礼拝に欠かさないと云う、敬虔なクリスチャンでもある。